# Шаграк-е Сан'аті (Амоль)
Шаграк-е Сан'аті (перс. شهرك صنعتي) — село в Ірані, у дегестані Бала-Хіябан-е Літкух, в Центральному бахші, шагрестані Амоль остану Мазендеран. За даними перепису 2006 року, його населення становило 15 осіб, що проживали у складі 5 сімей.